# Bombylius fulvus
Bombylius fulvus är en tvåvingeart som först beskrevs av Hall och Neal L. Evenhuis 1981.  Bombylius fulvus ingår i släktet Bombylius och familjen svävflugor. Inga underarter finns listade i Catalogue of Life.